# Voievodat

Formațiuni politice românești în secolele IX - XIII

Voievodatul (în limbile română: voievodat, poloneză: województwo, sârbă: војводина – vojvodina, војводство – vojvodstvo sau војводовина – vojvodovina, maghiară: vajdaság, lituaniană: vaivadija) este o unitate administrativă medievală din Ungaria, Polonia, Lituania, Letonia, Rusia și Serbia, condusă de un voievod (voivode, wojewoda). Voievodul, (în traducere: „cel care conduce războinicii”), era la început comandantul militar aflat în ierarhia militară pe locul al doilea, imediat sub nivelul regelui, principelui sau altora asemenea lor. Termenul este tradus de în unele ocazii ca „ducat”, „palatinat”, sau simplu „district administrativ”. În cazul special al țarilor române, voievodatele Munteniei, Moldovei și Transilvaniei aveau drept domni „voievozi“ care erau atât șefii statului cât și comandanții supremi ai armatei, pe locul doi în ierarhia militară aflându-se marele spătar sau hatmanul (în epoca medievală târzie, în Moldova). 
În zilele noastre, voievodatul este numele diviziunii administrative ale unităților administrative ale Poloniei și pentru Provincia Autonomă Voievodina din Serbia.

## Lista voievodatelor

### Voievodatele din zilele noastre

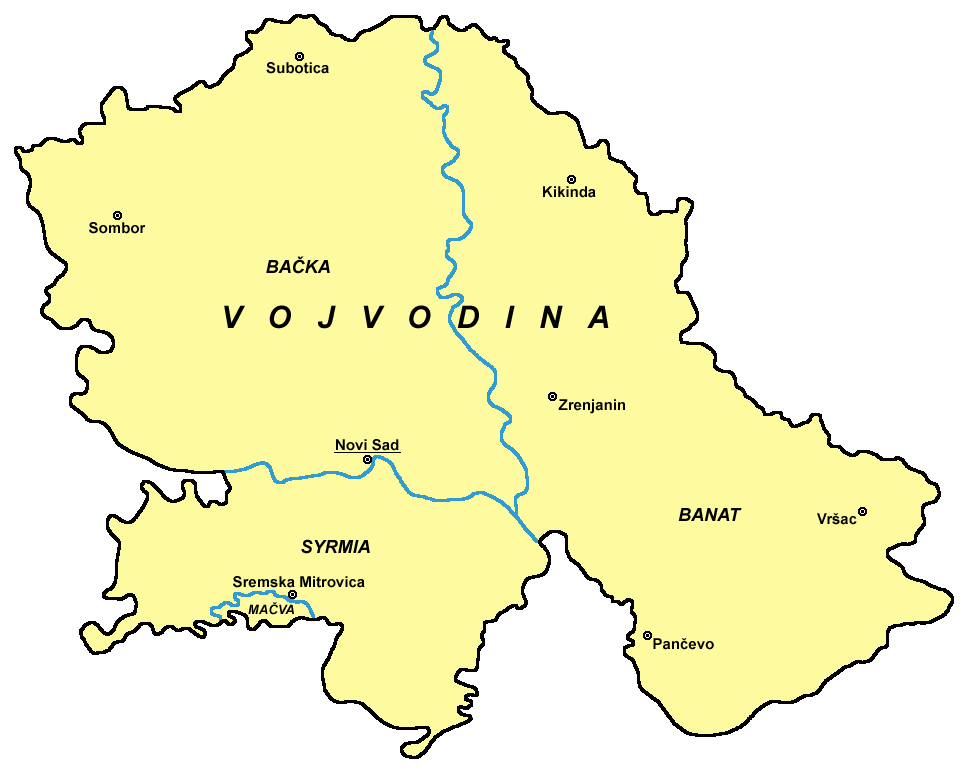
Harta Voievodinei

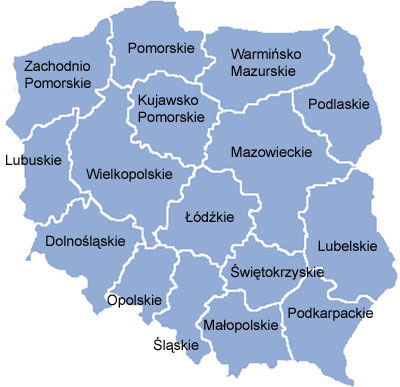
Voievodatele Poloniei începând cu anul 1999

- Serbia:
  - Voievodina

- Polonia:
  - Voievodatul Silezia Inferioară
  - Voievodatul Kuyavian-Pomeranian
  - Voievodatul Lodz
  - Voievodatul Lublin
  - Voievodatul Lubusz
  - Voievodatul Polonia Mică
  - Voievodatul Masovian
  - Voievodatul Opole
  - Voievodatul Subcarpatic
  - Voievodatul Podlachian
  - Voievodatul Pomeranian
  - Voievodatul Silezian
  - Voievodatul Świętokrzyskie
  - Voievodatul Warmian-Masurian
  - Voievodatul Polonia Mare
  - Voievodatul Pomeranian Apusean

### Voievodatele istorice

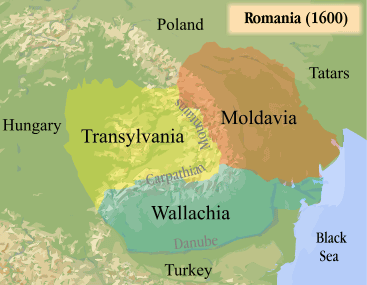
Cele trei principate conduse de voievodul muntean Mihai Viteazul în 1600

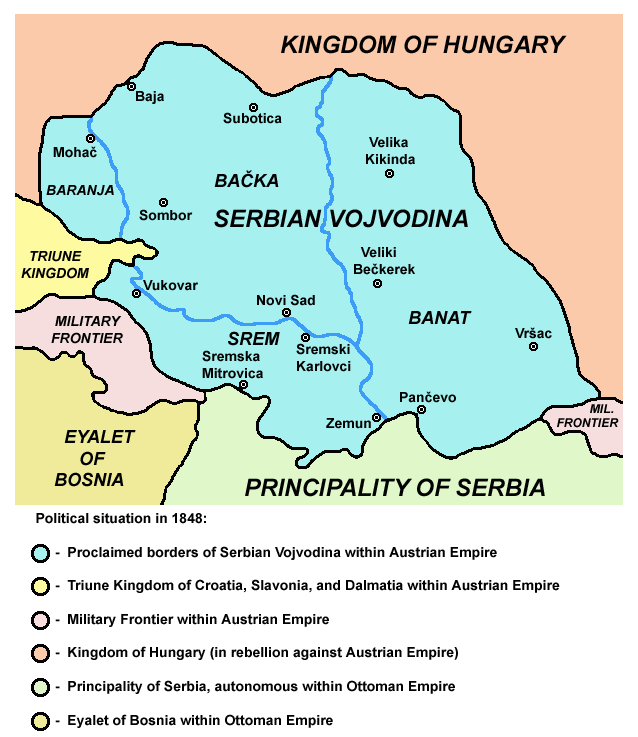
Voievodina Sârbească (1848-1849), sub controlul austriecilor

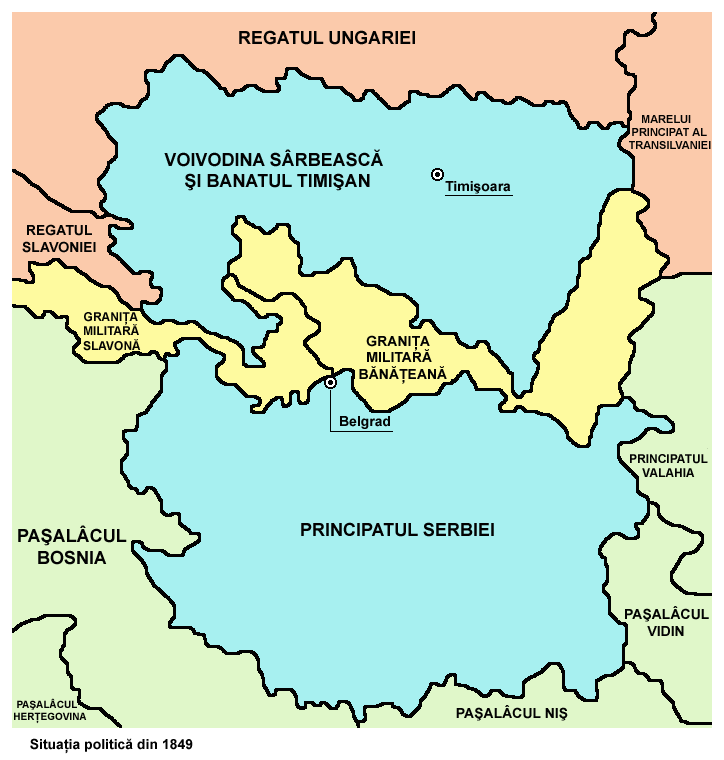
Voievodina Sârbească și Banatul Timișoarei (1849-1860), sub controlul austriecilor

- Voievodatele istorice pe teritoriul Serbiei de azi:
  - Voievodatul lui Salan (secolele al XIX-lea – al X-lea)
  - Voievodatul lui Sermon (secolul al XI-lea)
  - Voievodatul de Syrmia a lui Radoslav Čelnik (1527-1530)
  - Voievodina Sârbească (1848-1849)
  - Voievodina Sârbească și Banatul Timișoarei (1849-1860)
- Voievodate istorice pe teritoriul României și Serbiei de azi:

- - Voievodatul lui Glad (secolele al XIX-lea – al X-lea)
  - Voievodatul lui Ahtum (secolul al XI-lea)
- Voievodatele Uniunii polono-lituaniene (1569-1795)
  - Voievodatul Poznań
  - Voievodatul Kalisz
  - Voievodatul Gniezno
  - Voievodatul Sieradz
  - Voievodatul Łęczyca
  - Voievodatul Brześć Kujawski
  - Voievodatul Inowrocław
  - Voievodatul Chełmno
  - Voievodatul Malbork
  - Voievodatul Pomeranian
  - Voievodatul Płock
  - Voievodatul Rawa
  - Voievodatul Masovian
  - Voievodatul Kraków
  - Voievodatul Sandomierz
  - Voievodatul Lublin
  - Voievodatul Podlasie
  - Voievodatul Ruthenian
  - Voievodatul Bełz
  - Voievodatul Wolhynia
  - Voievodatul Podole
  - Voievodatul Bracław
  - Voievodatul Kijów
  - Voievodatul Czernihów
- Voievodatele Marelui Ducat al Lituaniei:
  - Voievodatul Wilno
  - Voievodatul Troki
  - Voievodatul Nowogródek
  - Voievodatul Brest-Litovsk
  - Voievodatul Minsk
  - Voievodatul Mścisław
  - Voievodatul Smolensk
  - Voievodatul Vitebsk
  - Voievodatul Połock
- Voievodatele Ducatului Livoniei:
  - Voievodatul Wenden (1598-1620)
  - Voievodatul Dorpat (1598-1620)
  - Voievodatul Parnava (1598-1620)
  - Voievodatul Livonian (since 1620s)

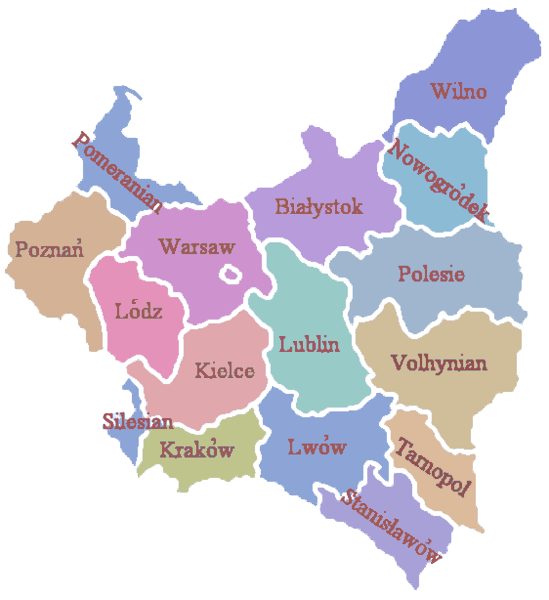
Voievodatele Poloniei (1921-1939)

- Voievodatele Poloniei (1921-1939):
  - Voievodatul Silezian Autonom
  - Voievodatul Białystok
  - Voievodatul Kielce
  - Voievodatul Kraków
  - Voievodatul Łódź
  - Voievodatul Lublin
  - Voievodatul Lwów
  - Voievodatul Nowogródek
  - Voievodatul Polesie
  - Voievodatul Pomeranian
  - Voievodatul Poznań
  - Voievodatul Stanisławów
  - Voievodatul Tarnopol
  - Voievodatul Volhynian
  - Voievodatul Warsaw
  - Voievodatul Wilno
- Voievodatele Poloniei (1945-1975):
  - Voievodatul Białystok
  - Voievodatul Bydgoszcz
  - Voievodatul Gdańsk
  - Voievodatul Katowice
  - Voievodatul Kielce
  - Voievodatul Koszalin
  - Voievodatul Kraków
  - Voievodatul Łódź
  - Voievodatul Lublin
  - Voievodatul Olsztyn
  - Voievodatul Opole
  - Voievodatul Poznań
  - Voievodatul Rzeszów
  - Voievodatul Szczecin
  - Voievodatul Warsaw
  - Voievodatul Wrocław
  - Voievodatul Zielona Góra
- Voievodatele Poloniei (1975-1998):
  - Voievodatul Biała Podlaska
  - Voievodatul Białystok
  - Voievodatul Bielsko-Biała
  - Voievodatul Bydgoszcz
  - Voievodatul Chełm
  - Voievodatul Ciechanów
  - Voievodatul Częstochowa
  - Voievodatul Elbląg
  - Voievodatul Gdańsk
  - Voievodatul Gorzów
  - Voievodatul Jelenia Góra
  - Voievodatul Kalisz
  - Voievodatul Katowice
  - Voievodatul Kielce
  - Voievodatul Konin
  - Voievodatul Koszalin
  - Voievodatul Kraków
  - Voievodatul Krosno
  - Voievodatul Legnica
  - Voievodatul Leszno
  - Voievodatul Łódź
  - Voievodatul Łomża
  - Voievodatul Lublin
  - Voievodatul Nowy Sacz
  - Voievodatul Olsztyn
  - Voievodatul Opole
  - Voievodatul Ostrołęka
  - Voievodatul Piotrków
  - Voievodatul Piła
  - Voievodatul Poznań
  - Voievodatul Przemyśl
  - Voievodatul Płock
  - Voievodatul Radom
  - Voievodatul Rzeszów
  - Voievodatul Siedlce
  - Voievodatul Sieradz
  - Voievodatul Skierniewice
  - Voievodatul Suwałki
  - Voievodatul Szczecin
  - Voievodatul Słupsk
  - Voievodatul Tarnobrzeg
  - Voievodatul Tarnów
  - Voievodatul Toruń
  - Voievodatul Warsaw
  - Voievodatul Wałbrzych
  - Voievodatul Wrocław
  - Voievodatul Włocławek
  - Voievodatul Zamość
  - Voievodatul Zielona Góra